# Lycaena cana
Lycaena cana är en fjärilsart som beskrevs av Storace 1947. Lycaena cana ingår i släktet Lycaena och familjen juvelvingar. Inga underarter finns listade i Catalogue of Life.